# Крутин, Виктор Викторович
Виктор Викторович Крутин (укр. Віктор Вікторович Крутін; 5 апреля 1951, Чернобаевка, Херсонская область — 10 января 1999, Одесса) — советский и украинский кинооператор.

## Биография
Родился 5 июня 1951 года в селе Чернобаевка Херсонской области.
В 1973 году окончил Киевский государственный институт театрального искусства имени Карпенко-Карого.
С 1968 года — оператор Одесской киностудии, за 30 лет снял более 20 фильмов.
В 1975 году на киевском кинофестивале «Молодость» удостоен приза за операторскую работу в фильме «Мои дорогие».
В 1994 году присовего звание Заслуженный деятель искусств Украины.
Умер 10 января 1999 года в Одессе.
Был женат на актрисе Эльвире Хомюк, сын — режиссёр Сергей Крутин.

## Фильмография
- 1975 — Мои дорогие
- 1976 — Мы вместе, мама
- 1977 — Подарок судьбы
- 1979 — Забудьте слово «смерть»
- 1980 — Вторжение
- 1981 — Приключения Тома Сойера и Гекльберри Финна
- 1983 — Зелёный фургон
- 1983 — Тепло родного дома
- 1984 — Берег его жизни
- 1986 — Жалоба
- 1987 — Даниил — князь Галицкий
- 1989 — Светлая личность
- 1989 — Фанат
- 1991 — И чёрт с нами!
- 1992 — Ребёнок к ноябрю
- 1993 — Дикая любовь
- 1997 — Принцесса на бобах